# Гомельский областной комитет компартии Беларуси
Гомельский областной комитет КП Беларуси (бел. Гомельскі абласны камітэт КПБ) — орган управления Гомельской областной партийной организацией КП Беларуси (1938—1993 годы).

## Первые секретари обкома
- 03.1938 — 06.1938 — Курган, Исаак Маркович
- 1938-19.08.1941 — Жиженков, Флавиан Васильевич
- 08.1941-11.1943 — (подпольный) Кожар Илья Павлович
- 1943—1946 — Жиженков, Флавиан Васильевич
- 1946-12.1947 — Тур Иван Петрович
- 12.1947-02.1948 — Н. Ф. Бугаёв
- 02.1948-10.1951 — Авхимович Николай Ефремович
- 10.1951-1955 — Голодушко, Захар Михайлович
- 1955-12.1957 — Филимонов, Дмитрий Фомич
- 12.1957-01.1963 — Поляков Иван Евтеевич
- 01.1963-12.1964 — (сельский) Поляков Иван Евтеевич
- 01.1963-12.1964 — (промышленный) Ляточевский, Евгений Данилович
- 12.1964-10.1969 — Языкович, Валентин Фёдорович
- 10.1969-10.1978 — Гвоздев Виктор Александрович
- 10.1978-07.1982 — Хусаинов, Юрий Минивалич
- 07.1982-1.04.1985 — Малофеев Анатолий Александрович
- 1.04.1985-28.10.1989 — Камай Алексей Степанович
- 28.10.1989-22.07.1991 — Граховский Александр Адамович
- 10-25.08.1991 — Шаплыко, Владимир Павлович
- С 25 августа 1991 года по 3 февраля 1993 года деятельность обкома приостановлена
- 03.02 — 25.04.1993 — ?